# Jantho Baru
Jantho Baru is een bestuurslaag in het regentschap Aceh Besar van de provincie Atjeh, Indonesië. Jantho Baru telt 887 inwoners (volkstelling 2010).